# Galeandra beyrichii
Galeandra beyrichii är en orkidéart som beskrevs av Heinrich Gustav Reichenbach. Galeandra beyrichii ingår i släktet Galeandra och familjen orkidéer. Inga underarter finns listade i Catalogue of Life.